# Scaptomyza baechlii
Scaptomyza baechlii är en tvåvingeart som beskrevs av Vasily S. Sidorenko 1993. Scaptomyza baechlii ingår i släktet Scaptomyza och familjen daggflugor. Inga underarter finns listade i Catalogue of Life.